# Hội Khoa học Kỹ thuật Cầu đường Việt Nam
Hội Khoa học Kỹ thuật Cầu đường Việt Nam hay Hội KHKT Cầu đường Việt Nam là tổ chức xã hội nghề nghiệp phi lợi nhuận của những người và các tổ chức hoạt động nghiên cứu giảng dạy hay sản xuất xây dựng liên quan đến cầu đường tại Việt Nam. Hội là thành viên của Liên hiệp các Hội Khoa học và Kỹ thuật Việt Nam. Hội có tên giao dịch bằng tiếng Anh là Vietnam Bridge and Road Association, viết tắt là VIBRA .
Hội được thành lập năm 1987, như là hội chuyên ngành trực thuộc Hội Khoa học kỹ thuật Xây dựng Việt Nam. Năm 1995 Hội có tên hiện hành và có với tư cách là hội viên của Liên hiệp các Hội Khoa học và Kỹ thuật Việt Nam .
Điều lệ Hội hiện hành được Bộ Nội vụ phê duyệt tại Quyết định số 98/2005/QĐ-BNV ngày 14 tháng 9 năm 2005 .
Văn phòng Hội đặt tại trụ sở Tổng cục Đường bộ Việt Nam, địa chỉ Ô D20, phố Tôn Thất Thuyết, phường Dịch Vọng Hậu, quận Cầu Giấy, thành phố Hà Nội .

## Xuất bản
Hội Khoa học Kỹ thuật Cầu đường xuất bản Tạp chí Cầu đường Việt nam .